# Estação Pan de Azúcar
A Estação Pan de Azúcar é uma das estações do Metrô do Panamá, situada em San Miguelito, entre a Estação San Miguelito e a Estação Los Andes. Administrada pela Metro de Panamá S.A., faz parte da Linha 1.
Foi inaugurada em 5 de abril de 2014. Localiza-se na Avenida Transístmica. Atende o corregimento Victoriano Lorenzo.